# Mark Ronson

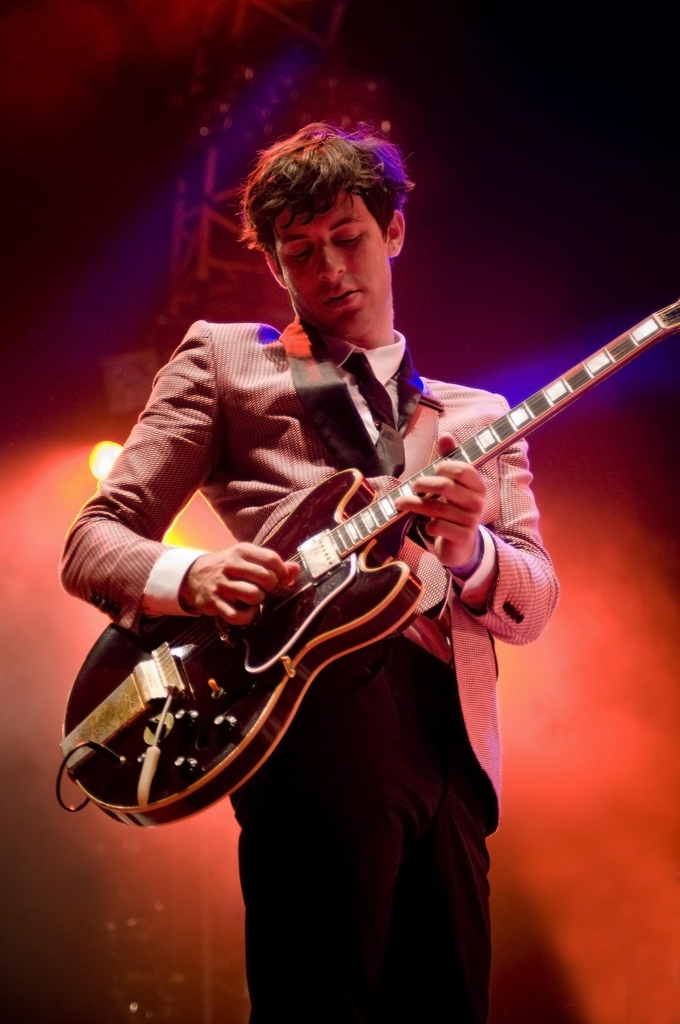
Mark Ronson vid North Sea Jazz Festival 2008.

Mark Daniel Ronson, född 4 september 1975 i London, är en brittisk musiker, låtskrivare och skivproducent. Han är mest känd för sina produktioner med ett stort antal artister, bland andra Amy Winehouse, Lady Gaga, Adele och Bruno Mars. Under sin karriär har Ronson, bland många andra priser, vunnit sju Grammy Awards.
Ronson har skrivit och producerat singlarna "Hurt", "Rehab" och "Locked Out of Heaven". Hans egen singel med Bruno Mars, "Uptown Funk", blev en stor kommersiell hit och nådde toppen på Billboard Hot 100. Låtens video har över 4,9 miljarder visningar (juni 2023) och är därmed den nionde mest visade videon på YouTube.
År 2019 vann Ronson en Golden Globe Award och en Oscar för bästa sång som medförfattare till hitlåten "Shallow" för filmen A Star is Born.
Mellan 2003 och 2004 var Ronson förlovad med skådespelaren Rashida Jones. Mellan 2011 och 2017 var han gift med den franska skådespelaren Joséphine de La Baume. Sedan 2021 är Ronson gift med skådespelaren Grace Gummer, dotter till Meryl Streep. Tillsammans har de har en dotter född 2023.

## Diskografi
- 2003: Here Comes the Fuzz
- 2007: Version
- 2010: Record Collection
- 2015:  Uptown Special

## Album producerade av Mark Ronson
- 1998: Flip Squad Allstars – The Flip Squad Allstar DJs
- 1999: The High & Mighty – Home Field Advantage (programming)
- 2001: Nikka Costa – Everybody Got Their Something
- 2002: Jimmy Fallon – The Bathroom Wall (basgitarr, bakgrundssång, keyboard, mixning)
- 2002: Sean Paul – Dutty Rock
- 2002: Saigon – The Best of Saigon a.k.a. The Yardfather Volume 1
- 2003: Mark Ronson – Here Comes the Fuzz
- 2003: Macy Gray – The Trouble with Being Myself (programmering)
- 2004: Consequence – Take 'Em to the Cleaners
- 2005: Ol' Dirty Bastard – Osirus
- 2005: Terry Sullivan – TheErthMoovsAroundTheSun (gitarr)
- 2005: Teriyaki Boyz – Beef or Chicken
- 2006: Lily Allen – Alright, Still
- 2006: Rhymefest – Blue Collar
- 2006: Christina Aguilera – Back to Basics
- 2006: Amy Winehouse – Back to Black
- 2006: Robbie Williams – Rudebox
- 2006: Ghostface Killah – More Fish
- 2007: Wale – 100 Miles & Running
- 2007: Mark Ronson – Version
- 2008: Rhymefest – Man in the Mirror
- 2008: Adele – 19
- 2008: Estelle – Shine
- 2008: Wale – The Mixtape About Nothing
- 2008: Solange Knowles – Sol-Angel and the Hadley St. Dreams
- 2008: Nas – Untitled
- 2008: Q-Tip – The Renaissance
- 2008: Kaiser Chiefs – Off with Their Heads
- 2009: Wale & 9th Wonder – Back to the Feature
- 2009: Richard Swift – The Atlantic Ocean
- 2009: Wale – Attention Deficit
- 2009: Daniel Merriweather – Love & War
- 2009: The Rumble Strips – Welcome to the Walk Alone
- 2009: ODB – A Son Unique
- 2010: The Like – Release Me
- 2010: Mark Ronson & The Business Intl. – Record Collection
- 2011: Duran Duran – All You Need Is Now
- 2011: Mark Ronson & The Business Intl. – Record Collection 2012
- 2011: Black Lips – Arabia Mountain
- 2012: Rufus Wainwright – Out of the Game
- 2012: Bruno Mars – Unorthodox Jukebox
- 2013: Paul McCartney – New
- 2015: Mark Ronson – Uptown Special
- 2015: Action Bronson – Mr. Wonderful
- 2015: Lana Del Rey – Honeymoon